# Appendicula grandifolia
Appendicula grandifolia är en orkidéart som beskrevs av Rudolf Schlechter. Appendicula grandifolia ingår i släktet Appendicula och familjen orkidéer. Inga underarter finns listade i Catalogue of Life.